# توني يوكا
توني يوكا (بالفرنسية: Tony Yoka)‏ (مواليد 28 أبريل 1992) هو ملاكم فرنسي، مثّل بلاده في الألعاب الأولمبية الصيفية في دورتي 2012 و2016.

## روابط خارجية
- توني يوكا على موقع IMDb (الإنجليزية)

توني يوكا على موقع بوكس ريك (الإنجليزية) (registration required)
- توني يوكا على موقع اللجنة الأولمبية الدولية (الإنجليزية)
- توني يوكا على موقع أوليمبيديا (الإنجليزية)
- توني يوكا على موقع اللجنة الأولمبية الفرنسية (مؤرشف) (الفرنسية)